# گل پانه
گل پانه (به پشتو: ګل پاڼه)، (زاده ۶ سپتامبر ۱۹۸۹ در پیشاور)، خواننده پشتو زبان اهل پیشاور است. او به واسطهٔ اجرای دونفره‌اش با عاطف اسلم در فصل هشتم کوک استودیو به شهرت رسید. پایگاه هواداران او ایالت خیبر پختونخوا و در  افغانستان است. گل پانه در دانشگاه پیشاور تحصیل کرده است. آهنگ‌های او بیشتر به زبان‌های پشتو، اردو، و دری است.